# Coll de Nargó (kommunhuvudort)
Coll de Nargó är en kommunhuvudort i Spanien.   Den ligger i provinsen Província de Lleida och regionen Katalonien, i den nordöstra delen av landet, 500 km öster om huvudstaden Madrid. Coll de Nargó ligger 582 meter över havet och antalet invånare är 601.
Terrängen runt Coll de Nargó är varierad. Coll de Nargó ligger nere i en dal. Runt Coll de Nargó är det ganska glesbefolkat, med 21 invånare per kvadratkilometer. Närmaste större samhälle är Oliana, 11,7 km söder om Coll de Nargó. 